# Салин (Мичиген)
Салин (енгл. Saline) град је у америчкој савезној држави Мичиген. По попису становништва из 2010. у њему је живело 8.810 становника.

## Демографија
Према попису становништва из 2010. у граду је живело 8.810 становника, што је 776 (9,7%) становника више него 2000. године.
| Група             | 2000.         | 2010.         |
| Белци             | 7.580 (94,3%) | 8.083 (91,7%) |
| Афроамериканци    | 45 (0,6%)     | 121 (1,4%)    |
| Азијати           | 156 (1,9%)    | 218 (2,5%)    |
| Хиспаноамериканци | 139 (1,7%)    | 225 (2,6%)    |
| Укупно            | 8.034         | 8.810         |